# Vikland (magazine)
Vikland est une revue consacrée au patrimoine de la Manche, publiée par les éditions Heimdal depuis 1975. Le sous-titre "La revue du Cotentin" traduit l'accroche locale du magazine. D'ailleurs, le néologisme « Vikland » le "Pays des baies" (vik = "baie" en norrois), traduit le caractère particulier du littoral du Cotentin et ses origines scandinaves.

## Première période (1976-1985)
La revue est publiée en 1976 par les éditions Heimdal à Bayeux. L'objectif est alors de proposer "une édition locale de la revue Heimdal". Le premier numéro paraît à l'automne 1975, comprend 75 pages et est vendu 15 Frs. Le magazine est alors géré par Georges Bernage (directeur de la publication) et Frédéric Scuvée (rédacteur en chef).
Après avoir arpenté de long en large le Cotentin, la revue est arrêtée en 1985. L'ensemble des cantons de la presqu'île du Cotentin avaient alors été traités.

## Seconde période (2012-2020)
Vikland est relancé en 2012 par les Éditions Heimdal. La revue comprend 80 pages et peut compter sur le développement de l'impression couleur pour dynamiser ses pages. Elle est vendue 11€.
De 2012 - 2019, la revue est dirigée par Georges Bernage (directeur et rédacteur en chef) et Jeannine Bavay (rédactrice en chef adjointe). Les articles, très largement illustrés, traitent du patrimoine matériel et immatériel de la Manche. En 2019, Damien Bouet remplace Jeannine Bavay. Depuis le numéro 32, la pagination est réduite à 64 pages.
La maison d'édition fait le choix d'arrêter la revue au numéro 34, en novembre 2020. Cependant, elle lance la "collection Vikland", dirigée par Damien Bouet, axée sur l'histoire et le patrimoine du Cotentin. Voyage en Cotentin avec Gilles de Gouberville, réalisé en collaboration avec le comité Gilles de Gouberville dans le cadre du 500e anniversaire de la naissance du sieur du Mesnil-au-Val, est le premier livre de cette nouvelle collection.

### Sommaires des numéros
- no 1 (avril 2012) : « Le terroir de Portbail » - Noms de lieux scandinaves dans le canton de Barneville-Carteret (Georges Bernage) - Portbail, il y a un siècle - Portbail et son terroir (Georges Bernage) - Le baptistère de Portbail (Jeannine Bavay) - Le Hamel au Bel (Georges Bernage) - La chapelle Saint-Siméon (Jeannine Bavay) - Le manoir du Dick... et autres manoirs (Georges Bernage) - Saint-Lô-d'Ourville (Jeannine Bavay) - Varreville (Georges Bernage) - Le manoir du Parc (Jeannine Bavay) - Le Mesnil (Georges Bernage) - Combats navals au large des côtes de 1793 à 1815 (Jean Barros) - En juin 1944, deux semaines sous les bombes (Jeannine Bavay) - Sous le Second Empire, un prêtre normand fit une ardente campagne de presse en faveurs des chrétiens du Moyen Orient (Pierre Leberruyer) - Men petit pount (Alphonse Poulain) - Les états de Jersey (Yves Loir).
- no 2 (juillet 2012) : « Le pays de Barneville » - Le dieu Thor et le Cotentin (Georges Bernage) - Barneville (Jeannine Bavay) - La seigneurie de Barneville (Jeannine Bavay) - Le manoir de Graffard (Jeannine Bavay) - Saint-Georges-de-la-Rivière (Jeannine Bavay) - Saint-Jean-de-la-Rivière (Jeannine Bavay) - L'église Saint-Jean-Baptiste de Saint-Jean-de-la-Rivière (Jean Barros) - Une activité importante de la Côte-des-Isles au XVIIIe siècle (Jeannine Bavay) - Sauvegarde du patrimoine religieux en Côte-des-Isles (Jean Barros) - Fierville-les-Mines (Georges Bernage) - Saint-Maurice-en-Cotentin (Jeannine Bavay) - Guernesey : Saint-Pierre-Port et son passé méconnu (Georges Bernage) - Voulous prêchi d'aveu nous à St-Georges ? - Le quemin des douanes (Marcel Dalarun).
- no 3 (octobre 2012) : « Cherbourg (1re partie) » - Cherbourg et les Vikings (Georges Bernage) - L'abbaye du Vœu (Jeannine Bavay) - La chapelle Saint-Germain de Querqueville (Julien Deshayes) - L'église Saint-Martin d'Octeville (Jeannine Bavay) - Cherbourg, cité médiévale (Georges Bernage) - Tourlaville (Jeannine Bavay) - Sercq, île mystérieuse et paradisiaque (1) (Georges Bernage).
- no 4 (janvier 2013) : « Cherbourg (2e partie) » - Le marteau de Thor (Georges Bernage) - Cherbourg de 1688 à 1897 (Jeannine Bavay) - Le fort de Querqueville (Edmond Thin) - Le fort de l'île Pelée (Jeannine Bavay) - Nouainville retrouve son héros (Didier Michel) - L'hôtel de la préfecture maritime (Jeannine Bavay) - L'hôpital maritime (Jeannine Bavay) - L'extension du centre ville aux XVIIIe et XIXe siècles (Georges Bernage) - Le théâtre de Cherbourg (Jeannine Bavay) - Le château de Nacqueville (Jeannine Bavay) - Sercq, île mystérieuse et paradisiaque (2) (Georges Bernage) - À Gréville-Hague, au hameau de Gruchy, Jean-François Millet (Pierre Leberruyer) - L'association normande Alfred Rossel a fêté son centenaire en 2012.
- no 5 (avril 2013) : « L'Ouest du Val de Saire de Maupertus à Saint-Pierre-Église » - Le Val-de-Saire (Jeannine Bavay) - Les Vikings du Sarnes (Georges Bernage) - Promenade archéologique de Maupertus à Cosqueville (Edmond Thin) - Gonneville (Jeannine Bavay) - Maupertus-sur-Mer (Jeannine Bavay) - Fermanville (Jeannine Bavay) - Le fort du cap Lévi (Edmond Thin) - Le domaine de Carneville (Bruno Centorame) - Carneville (Jeannine Bavay) - Théville (Jeannine Bavay) - Saint-Pierre-Église (Jeannine Bavay) - Aurigny et Sainte-Anne, sa capitale (Georges Bernage) - Le tram de Chidbouorg à Barflleu (Alfred Rossel).
- no 6 (juillet 2013) : « La Côte du Val de Saire de Gatteville à Cosqueville » - De Gatteville à Cosqueville (Jeannine Bavay) - Vikings, Danois mais aussi Norvégiens et Irlandais (Georges Bernage) - Gatteville (Georges Bernage) - L'église Saint-Pierre et la chapelle Notre-Dame de Gatteville (Julien Deshayes) - Gatteville, hameaux et manoirs (Georges Bernage) - Gouberville (Georges Bernage) - Néville (Georges Bernage) - Réthoville (Jeannine Bavay et Edmond Thin) - Vrasville (Jeannine Bavay) - Angoville-en-Saire (Jeannine Bavay) - Cosqueville (Jeannine Bavay) - Vicissitudes de la défense des côtes au cours des siècles (Edmond Thin) - Les seigneurs de Saint-Pierre-Église (Jeannine Bavay) - Sainte-Anne à Aurigny : Victoria Street (Georges Bernage) - La fête des Normands à Quettehou.
- no 7 (octobre 2013) : « Autour de Barfleur » - De Barfleur à la pointe de Saire (Jeannine Bavay) - La « Côte des Vikings » (Georges Bernage) - Barfleur (Jeannine Bavay) - Les batteries de Barfleur (Edmond Thin) - Montfarville (Georges Bernage) - Réville (Georges Bernage) - Le cimetière barbare de Réville (Georges Bernage) - La redoute de Jonville (Edmond Thin) - La commanderie de Valcanville (Jean Barros) - La légende du mouène dé Saire (Maurice Fichet).
- no 8 (janvier 2014) : Toujours le Val de Saire (Georges Bernage) - Sur les traces des Vikings (Georges Bernage) - Anneville-en-Saire (Jeannine Bavay) - Du nouveau à Montfarville - Sainte-Geneviève (Jeannine Bavay) - Tocqueville (Jeannine Bavay) - Le domaine de Tocqueville (Bruno Centorame) - Tocqueville : deux fiefs à l'origine (Jeannine Bavay) - Varouville (Jeannine Bavay) - 1204, une année particulière des îles anglo-normandes aux Channel Islands (Alexandre Fuzeau) - Les goubelins du carrefour à ch'vaux (Abbé Charles Lepeley).
- no 9 (avril 2014) : La vieille église de Carteret (Jeannine Bavay) - Le grand corbeau du cap de Carteret (Jean-Claude Léger) - Les deux batteries de Carteret (Edmond Thin) - Le havre de Carteret (Jean Barros) - La Haye-d'Ectot (Jean Barros) - Saint-Pierre-d'Arthéglise (Jeannine Bavay et Jean Barros) - Les Écréhou (Jeannine Bavay).
- no 10 (juillet 2014) : Au pays de Ketil (Georges Bernage) - Promenade de Rideauville à Saint-Vaast-la-Hougue (Edmond Thin) - Saint-Vaast (Jeannine Bavay) - La chapelle des Marins de Saint-Vaast-la-Hougue (Annick Perrot) - Les forts de la Hougue et de Tatihou (Edmond Thin) - Tatihou (Jeannine Bavay) - Le Vicel (Alain Laurent) - La Pernelle (Jeannine Bavay) - Le manoir d'Ourville à la Pernelle (Julien Deshayes) - Le tchurè de la Pernelle (Charles Birette).
- no 11 (octobre 2014) : Les Vikings et la mer (Georges Bernage) - Carteret, les bateaux de pêche des années 1960-début des années 1970 (Jeannine Bavay) - Au bourg de Barneville : souvenirs littéraires, Victor Hugo, Jules Barbey d'Aurevilly, Charles Frémine... (Jean Barros) - Les dunes d'Hatainville à Carteret (Jeannine Bavay) - Les Moitiers d'Allonne (Jean Barros) - Baubigny (Jean Barros) - Sénoville (Jean Barros) - Sortosville-en-Beaumont (Jean Barros) - Bicentenaire de la naissance de Jean-François Millet (Pierre Leberruyer et Joël Dupont) - La tumbe oû diablle (Jeaun de la Py-Ouitte).
- no 12 (janvier 2015) : « Valognes sud-est » - Islande et Cotentin, des destins similaires (Georges Bernage) - Valognes, ruines des thermes d'Alauna (Érik Follain) - L'agglomération antique d'Alauna (Laurence Jeanne, Laurent Paez-Rezende et Caroline Duclos) - Valognes au haut Moyen Âge : perspectives et hypothèses (Julien Deshayes) - L'église Notre-Dame d'Alleaume (Julien Deshayes) - Au seuil du Moyen Âge, la chapelle de la Victoire à Alleaume (Julien Deshayes) - La disparition de la commune d'Alleaume (Jeannine Bavay) - L'ancienne abbaye des Bénédictines de Valognes (Jeannine Bavay) - L'abbaye Notre-Dame-de-la-Protection après la Révolution (ancien couvent des Capucins) (Jeannine Bavay) - Manoirs et anciennes « sieuries » de l'est et du sud de Valognes (Julien Deshayes) - La place du Calvaire, jadis « place des vieules halles » (Julien Deshayes) - Maurice Pigeon (1883-1944) (Michel Muller) - Les girouettes en Normandie : enquête sur un héritage viking (Charles-Henry Groult) - Potins du vuus Valonnes (Yerneste r'Hommé).
- no 13 (avril 2015) : Le Vicel (suite) : château et domaine de Pépinvast (Alain Laurent) - Le Vast (Jeannine Bavay) - Canteloup (Jeannine Bavay) - Valcanville (Jeannine Bavay) - Le curé Lepeley - L'souneue d'clioques (Charles Lepeley).
- no 14 (juillet 2015) : Le Cap de Flamanville (Jeannine Bavay) - Les Vikings du Helgenes (Georges Bernage) - Le Château de Flamanville (Jean Barros) - L'église Saint-Germain de Flamanville et ses seigneurs (Jeannine Bavay) - Le sémaphore (Jeannine Bavay) - Le granite de Flamanville (Jeannine Bavay) - Lucien Goubert, peintre du terroir (Jeannine Bavay) - Le port de Diélette (Jeannine Bavay) - À Diélette, une mine creusée sous la mer (Charles-Henry Groult) - Tréauville (Jeannine Bavay) - Tréauville : les manoirs et l'église (Jeannine Bavay) - Malhéreuses môques à mié ! (Guy du Hammé de Hâot).
- no 15 (octobre 2015) : Les Pieux ; La paroisse et l'église ; Les seigneuries ; Les manoirs ; Les croix de chemin ; La carrière de kaolin et la porcelaine de Valognes et Bayeux (Jeannine Bavay) - Benoistville (Jeannine Bavay) - Saint-Germain-le-Gaillard (Jeannine Bavay) - Le prieuré Sainte-Marguerite dit de Monaqueville (Jeannine Bavay) - Le manoir de Bunehou (Jeannine Bavay) - Saint-Pierre-Port (Georges Bernage) - Les bochus (Cotis-Capel) - Je syis magnifique (Amélie Perchard).
- no 16 (janvier 2016) : « Valognes au Moyen Âge » - L'autel mérovingien du Ham (Julien Deshayes) - Le château de Valognes (Julien Deshayes) - L'église Saint-Malo de Valognes (Julien Deshayes) - Promenade dans le Valognes du milieu du XVIe siècle grâce au journal de Gilles de Gouberville (Michel Muller) - Du manoir l'Évêque au séminaire (Jeannine Bavay) - Histoire du collège de Valognes (Michel Muller) - L'hôtel-Dieu de Valognes (Julien Deshayes) - Valognes, la bibliothèque des fonds anciens (Laurianne Thual-Tarin) - L'amiral de Bourbon et l'essor de Valognes à la fin du Moyen Âge (Julien Deshayes) - Le Manoir du Quesnay à Valognes (Julien Deshayes) - À propos du « Carrefour des pendus » : l'exercice de la peine capitale à Valognes du temps de Gilles de Gouberville et sous l'Ancien régime (Julien Deshayes) - Noué dauns le Graund Villeus (Maurice Fichet).
- no 17 (avril 2016) : « Valognes : les hôtels particuliers » - Alleaume (Stéphane Laîné) - Valognes, capitale aristocratique du Clos du Cotentin (Julien Deshayes) - Les hôtels particuliers de Valognes (Michel Muller) - À la découverte des hôtels particuliers valognais (Michel Muller) - Anciens hôtels particuliers de la place du Calvaire et de la rue des Capucins (Julien Deshayes) - Les Jardins de l'hôtel de Beaumont (Édouard des Courtils) - L'hôtel de Grandval-Caligny (Maud Fauvel) - L'hôtel du Plessis de Grenédan (Bruno Centorame) - Le château [de Valognes] se dévoile (Jeannine Bavay) - La manufacture de porcelaine de Valognes (Jeannine Bavay) - Les croix du Cotentin, un héritage si précieux (Hubert Groult).
- no 18 (juillet 2016) : « Vauville et Biville » - Une façade accueillante, un arrière-pays plus austère (Jeannine Bavay) - Le massif dunaire de Héauville à Biville (Jeannine Bavay) - Biville ou « Buistot » (Jeannine Bavay) - L'église de Biville (Jeannine Bavay) - Le Bienheureux Thomas Hélye (Jeannine Bavay) - Préhistoire à Vauville (Damien Bouet) - La mare de Vauville (Jeannine Bavay) - Vauville (Jeannine Bavay et Julien Deshayes) - Le fortin de Vauville (Edmond Thin) - L'église Saint-Martin de Vauville (Julien Deshayes) - Le prieuré Saint-Michel du mont de Vauville et les landes (Jeannine Bavay) - Le château de Vauville (Jeannine Bavay) - Vâoville (Cotis-Capel) - Vâoville (Alphonse Allain).
- no 19 (novembre 2016) : « Sud-Hague » - Le Nord du Cotentin est une région d'intense établissement pour les hommes du Nord (Jeannine Bavay) - Vasteville ; La vie religieuse ; Le manoir et ses seigneurs (Jeannine Bavay) - Héauville ; Helleville-Héauville et le prieuré (Jeannine Bavay) - Visite du prieuré d'Héauville ; Le manoir ; L'église (Jeannine Bavay) - Helleville (Jeannine Bavay) - Sur la trace des Vikings : l'ADN cotentinois parle (Arnaud Le Fèvre) - La nuit de la Normandie (Damien Bouet) - La chapelle de la Madeleine, une chapelle récemment disparue (Jeannine Bavay) - Jean Fleury, intellectuel de la Hague (Alain Bavay).
- no 20 (février 2017) : « Yvetot-Bocage » - Yvetot-Bocage, une commune au riche patrimoine (Jeannine Bavay) - La sagesse des anciens Scandinaves (Georges Bernage) - « La pierre de Valognes » ou les carrières d'Yvetot (Julien Deshayes) - La Haye de Valognes et la forêt de Brix (Jeannine Bavay) - Le petit patrimoine, de la chaux au béton armé (Aurélie Bertin) - Le presbytère d'Yvetot-Bocage (Aurélie Bertin) - Yvetot-Bocage, église Saint-Georges (Julien Deshayes) - Les aménagements de l'église d'Yvetot-Bocage au XIXe et XXe siècles (Bruno Centorame) - La chapelle Saint-Lin (Julien Deshayes) - La Basfeuille, le manoir des archidiacres du Cotentin (Jeannine Bavay) - Mesnilgrand (Jeannine Bavay) - Fenard, la demeure d'un important propriétaire de carrière (Jeannine Bavay) - Le château de Servigny (Bruno Centorame) - Bricquebec, le musée À la recherche du temps perdu a dispersé ses collections (Rémi Pézeril) - Ravage (Thierry Férey).
- no 21 (mai 2017) : « Sud-Hague : Siouville et Sotteville » - Qui est Heimdal ? (Georges Bernage) - Siouville-Hague, présentation (Jeannine Bavay) - Siouville, la vie religieuse (Jeannine Bavay) - Siouville et le protestantisme (Jeannine Bavay) - Le fief et les manoirs du Valciot (Jeannine Bavay) - Sotteville, présentation (Jeannine Bavay) - Sotteville, le prieuré Saint-Michel d'Etoublon (Julien Deshayes) - Le château de Sotteville : un château imposant (Jeannine Bavay) - Le château de Sotteville au XIXe siècle (Bruno Centorame) - Les manoirs (Jeannine Bavay) - La cidrerie Théo Capelle (Jeannine Bavay) - Eune enterrement (Marcel Dalarun) - Bibliographie (Georges Bernage).
- no 22 (août 2017) : « Saint-Marcouf et Fontenay » - Fontenay-sur-Mer et Saint-Marcouf-de-l'Isle : deux communes au riche patrimoine (Jeannine Bavay) - Les îles Saint-Marcouf, un archipel chargé d'histoire et qui mérite d'être sauvegardé (Edmond Thin) - L'église paroissiale de Saint-Marcouf et l'histoire de l'abbaye de Nantus (Julien Deshayes) - La redoute de Saint-Marcouf (Edmond Thin) - Notre-Dame de Bon Secours, la chapelle des Gougins (Jeannine Bavay) - Le château des Biards à Saint-Marcouf-de-l'Isle au XIXe siècle (Bruno Centorame) - Le domaine de Fontenay à Saint-Marcouf-de-l'Isle (Bruno Centorame) - L'église de Fontenay (Jeannine Bavay) - Le château de Franqueville à Fontenay-sur-Mer au XIXe siècle (Bruno Centorame) - Le château de Courcy à Fontenay (Jeannine Bavay) - L'exposition « Art viking » au musée Tancrède (Damien Bouet) - Les broquets pénitents (Jean-Pierre Montreuil) - Information (Jeannine Bavay).
- no 23 (novembre 2017) : « Quettehou - Morsalines »
- no 24 (février 2018) : « Montebourg - Saint-Floxel »
- no 25 (mai 2018) : « Brix » : sa forêt, sa verrerie ; Les rois d'Écosse ; Une commune originale et riche en patrimoine (Jeannine Bavay) - Brix de l'éperon protohistorique au château médiéval (Julien Deshayes) - Le récit du transfert des reliques de Portbail vers Brix et la question de la Marche de Bretagne (Julien Deshayes) - Les Bruce à la cour d'Écosse : l'extraordinaire ascension d'une famille du Cotentin (Jean Margueritte) - La bataille de Brestot, 4 juillet 1379 (Stéphane Laîné) -...
- no 26 (août 2018) : « Gréville-Landemer » : le Hague-Dick - Gréville-Hague, l'église Sainte-Colombe - Seigneurs et seigneurie de Gréville - Les villas de Landemer - Jean Fleury et les traditions populaires - Aspects de la Hague dans l'œuvre de Jean-François Millet - La cathédrale de Gréville